# Sven Van Ryckeghem
Sven Van Ryckeghem (België, 18 maart 1985) is een Belgische voetballer (doelman) die uitkomt voor vierdeklasser Winkel Sport.
Van Ryckegem speelde eerder in de jeugd van Club Brugge, verkaste later naar stadgenoot Cercle Brugge en stond ook onder contract bij Zulte Waregem en HSV Hoek uit Nederland. Met Zulte Waregem speelde hij een wedstrijd in de Eerste Klasse van België.